# Arthur J. Vitarelli
Arthur J. Vitarelli (parfois  Art Vitarelli) est un assistant réalisateur américain né le 21 avril 1914 à Yonkers (New York) et décédé le 17 mars 1996 à San Juan (Washington). Il a travaillé plusieurs années aux studios Disney.

## Biographie
En 1958, il rejoint le Studio Disney sur la production de la série Zorro et y poursuit sa carrière. Il occupe alors régulièrement le poste de réalisateur sur la seconde équipe de tournage. Il fait alors souvent équipe avec Robert A. Mattey sur des films avec des scènes d'éléments volants.
Pour expliquer l'utilisation de filin pour la scène du match de basket dans le film Monte là-d'ssus (1961), Vitarelli explique qu'il était danseur sur glace dans sa jeunesse et réalisait une scène en hauteur avec un filin de sécurité. C'est en se remémorant être resté suspendu à son filin lors d'une chute de ses partenaires que l'idée lui est venue.

## Filmographie
- 1944 : Lake Placid Serenade, directeur unité
- 1948 : Train to Alcatraz, assistant réalisateur
- 1948 : Desperadoes of Dodge City, assistant réalisateur (non crédité)
- 1948 : Sundown in Santa Fe, assistant réalisateur (non crédité)
- 1949 : The Red Menace, assistant réalisateur
- 1949 : Post Office Investigator (en), assistant réalisateur
- 1950 : Belle of Old Mexico, assistant réalisateur
- 1950 : The Vanishing Westerner, assistant réalisateur
- 1950 : Salt Lake Raiders, assistant réalisateur (non crédité)
- 1950 : Vigilante Hideout, assistant réalisateur (non crédité)
- 1951 : Night Riders of Montana, assistant réalisateur (non crédité)
- 1951 : Desert of Lost Men, assistant réalisateur
- 1951-1953 : The Roy Rogers Show (TV), assistant réalisateur
- 1952 : Old Oklahoma Plains (it), assistant réalisateur
- 1952 : South Pacific Trail, assistant réalisateur
- 1953 : Tam-tam dans la jungle ('Jungle Drums of Africa), assistant réalisateur
- 1953 : Marshal of Cedar Rock, assistant réalisateur
- 1953 : Cargo de femmes (A Perilous Journey), assistant réalisateur
- 1953 : Savage Frontier, assistant réalisateur
- 1953 : Canadian Mounties vs. Atomic Invaders (en), assistant réalisateur
- 1953 : El Paso Stampede, assistant réalisateur
- 1954 : La Grande Caravane, assistant réalisateur
- 1954 : Man with the Steel Whip, assistant réalisateur
- 1955 : Carolina Cannonball, assistant réalisateur
- 1954 : Les Proscrits du Colorado, assistant réalisateur
- 1954-1955 : Histoires du siècle dernier (TV), assistant réalisateur, 39 épisodes
- 1955 : Le Passage de Santa Fé, assistant réalisateur
- 1955 : Lay That Rifle Down, assistant réalisateur
- 1955 : Commando Cody: Sky Marshal of the Universe (TV), assistant réalisateur
- 1955 : Courage Indien, assistant réalisateur
- 1956 : La Horde Sauvage, assistant réalisateur
- 1956 : The Adventures of Dr. Fu Manchu (en) (TV), assistant réalisateur
- 1957 : State Trooper (TV), assistant réalisateur
- 1958-1959 : Frontier Doctor (TV), assistant réalisateur, 14 épisodes
- 1958 : Zorro (TV), assistant réalisateur, 7 épisodes
- 1959 : Quelle vie de chien !, assistant réalisateur
- 1960 : Le Clown et l'Enfant, assistant réalisateur
- 1961 : Monte là-d'ssus, réalisateur seconde équipe
- 1961 : Babes in Toyland, réalisateur seconde équipe
- 1962 : Compagnon d'aventure (Big Red), assistant réalisateur
- 1963 : Après lui, le déluge, réalisateur seconde équipe
- 1963 : California, assistant réalisateur
- 1964 : La Baie aux émeraudes, réalisateur seconde équipe
- 1964 : Mary Poppins, réalisateur seconde équipe
- 1965 : L'Espion aux pattes de velours, réalisateur seconde équipe
- 1966 : Quatre Bassets pour un danois, réalisateur seconde équipe
- 1967 : L'Honorable Griffin, réalisateur seconde équipe
- 1967 : La Gnome-mobile, réalisateur seconde équipe
- 1968 : Le Fantôme de Barbe-Noire, réalisateur seconde équipe
- 1968 : Un amour de Coccinelle, réalisateur seconde équipe
- 1969 : Un raton nommé Rascal, réalisateur seconde équipe
- 1970 : L'Ordinateur en folie, réalisateur seconde équipe
- 1970 : Du vent dans les voiles, réalisateur seconde équipe
- 1970 : Le Pays sauvage, réalisateur seconde équipe
- 1971 : La Cane aux œufs d'or, réalisateur seconde équipe
- 1971 : L'Apprentie sorcière, réalisateur seconde équipe
- 1972 : Pas vu, pas pris (Now You See Him, Now You Don't), réalisateur seconde équipe
- 1972 : 3 Étoiles, 36 Chandelles (Snowball Express), réalisateur seconde équipe
- 1973 : Nanou, fils de la Jungle (The World's Greatest Athlete), réalisateur seconde équipe
- 1974 : Un nouvel amour de Coccinelle, réalisateur seconde équipe
- 1974 : L'Île sur le toit du monde, réalisateur seconde équipe
- 1975 : L'Homme le plus fort du monde (The Strongest Man in the World), réalisateur seconde équipe
- 1975 : Le Gang des chaussons aux pommes, réalisateur seconde équipe
- 1976 : La Folle Escapade (No Deposit, No Return), réalisateur seconde équipe
- 1976 : Gus, réalisateur seconde équipe
- 1976 : Un candidat au poil, réalisateur seconde équipe
- 1977 : La Coccinelle à Monte-Carlo, réalisateur seconde équipe
- 1978 : Le Chat qui vient de l'espace, réalisateur seconde équipe